# Hedgehog (zbraň)

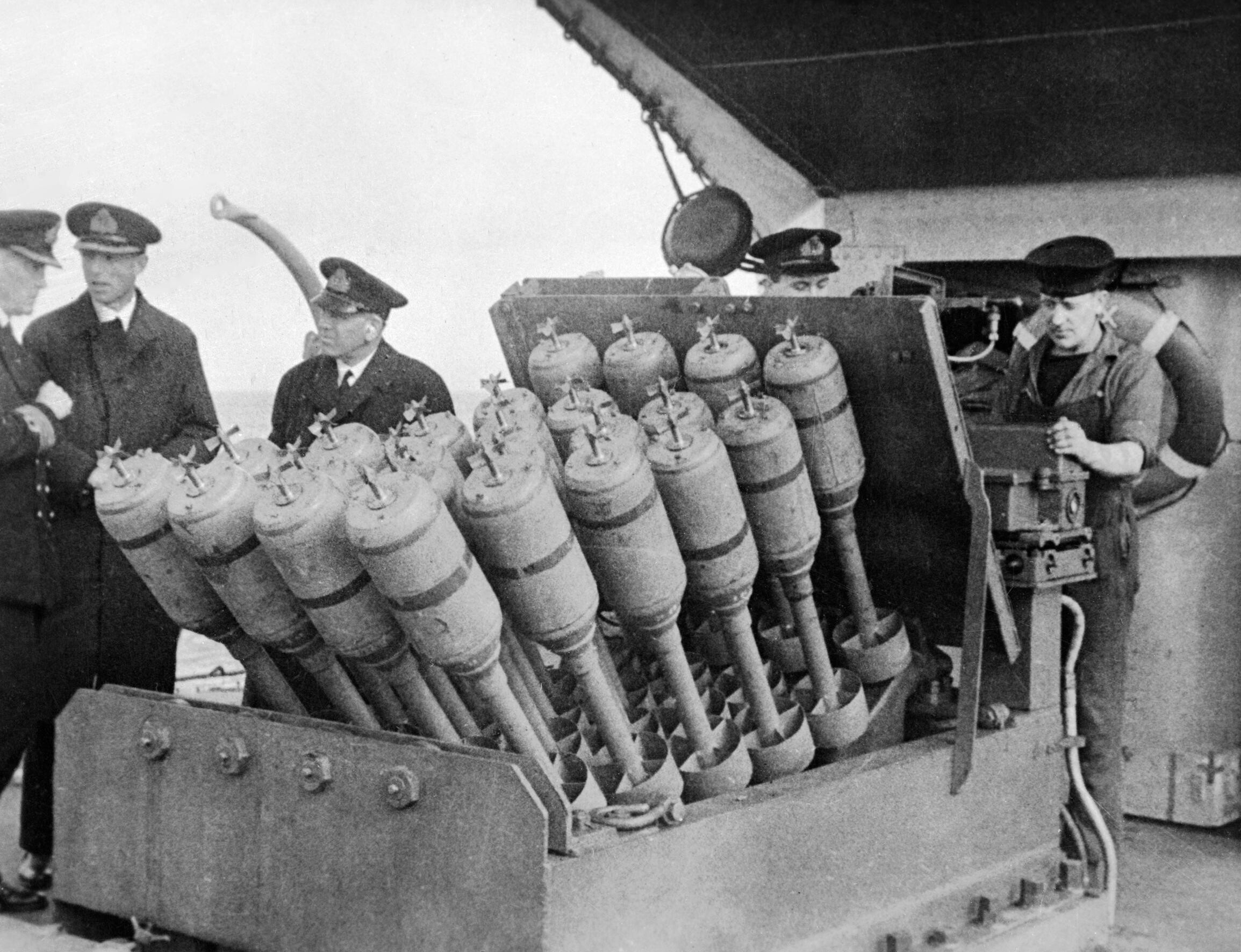
Vrhač Hedgehog na palubě britského torpédoborce HMS Westcott (D47)

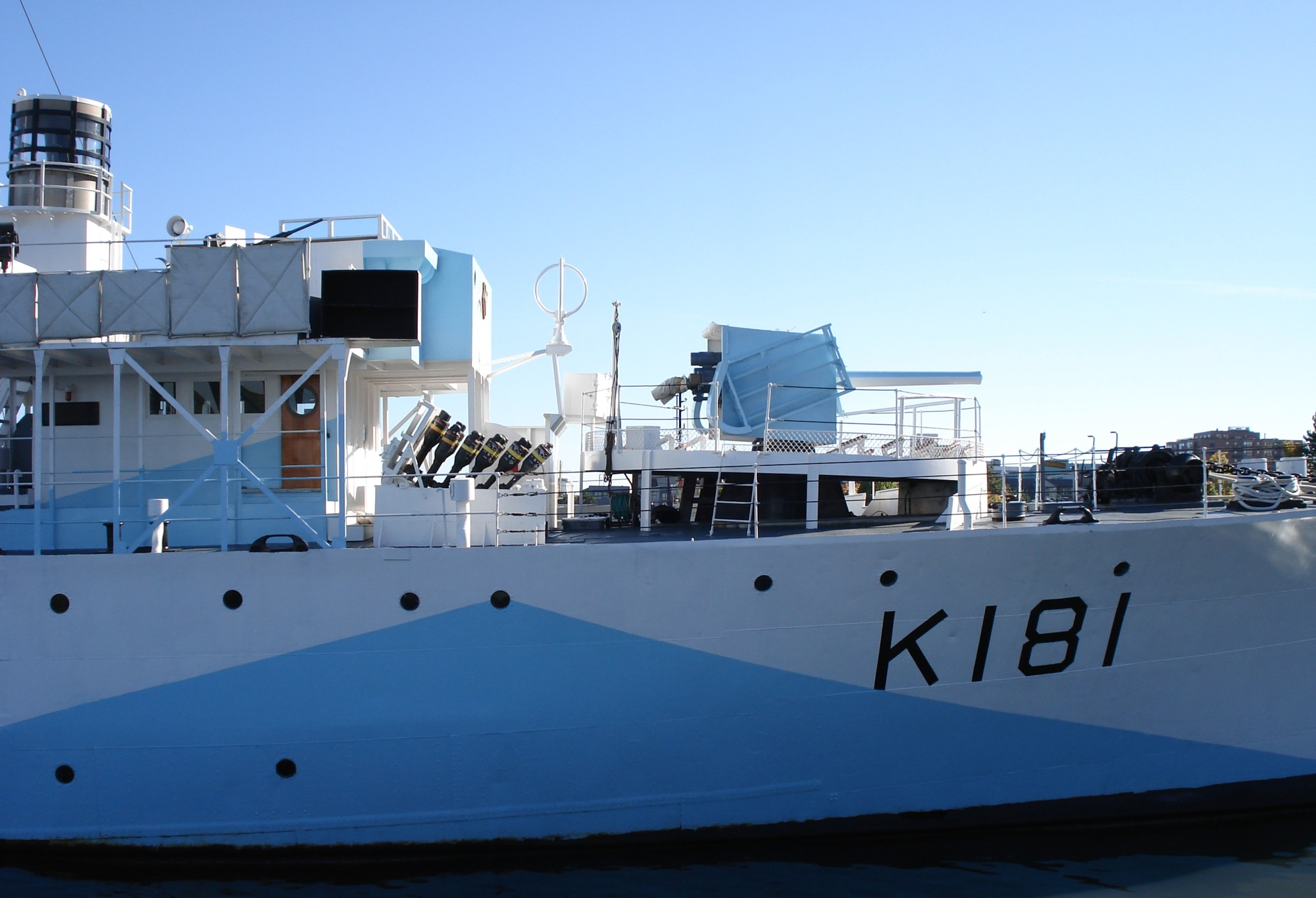
Hedgehog na palubě kanadské korvety HMCS Sackville (K181)

Hedgehog (česky: ježek) byla protiponorková zbraň vyvinutá britským královským námořnictvem za druhé světové války. Jednalo se o dopředu střílející vícehlavňový vrhač hlubinných pum, který ve výzbroji eskortních lodí doplňoval starší protiponorkové zbraně v podobě vrhačů a skluzavek hlubinných pum. Systém ještě během války doplnil těžší salvový vrhač Squid a později též jeho další evoluce v podobě systému Mk 10 Limbo.
Hedgehog tvořilo 24 hlavní, z nichž každá vrhala třicetikilogramový projektil, obsahující 35 liber výbušniny Torpex, na vzdálenost až 200 metrů. Projektily byly vrženy do prostoru před loď, ve kterém byla sonarem (ASDICem) lokalizována nepřátelská ponorka. Tím byl eliminován zásadní nedostatek sonaru, který s ponorkou ztrácel kontakt ve chvíli, kdy byla cca 150 metrů před přídí lodě. Použití dosavadních vrhačů znamenalo, že eskortní plavidlo muselo po oněch 150 metrech cílit odhadem a kapitán ponorky mohl mezitím provést úhybný manévr. Hedgehog dovolil eskortní lodi zaútočit ještě předtím a dával kapitánu ponorky mnohem menší prostor k protiopatření. Sonar navíc neuměl zjistit hloubku ponorky, což bylo vyřešeno použitím kontaktního zapalovače. Ruční nabití a vystřelení nové salvy trvalo cca 3 minuty.